# 230
Năm 230 là một năm trong lịch Julius. 